# 2009 en rugby à XV
Cette page présente les faits marquants de l'année 2009 en rugby à XV : les principales compétitions et évènements liés au rugby à XV et rugby à sept ainsi que les décès de grandes personnalités de ces sports.

## Principales compétitions
- Celtic League (du 5 septembre 2008 au 17 mai 2009)
- Currie Cup (du 10 juillet 2009 au 31 octobre 2009)
- Challenge européen (du 9 octobre 2008 au 22 mai 2009)
- Championnat d'Angleterre (du 6 septembre 2008 au 16 mai 2009)
- Championnat de France (du 26 août 2008 au 6 juin 2009)
- Coupe anglo-galloise (du 3 octobre 2008 au 18 avril 2009)
- Coupe d'Europe (du 10 octobre 2008 au 23 mai 2009)
- Super 14 (du 13 février au 30 mai 2009)
- Tournoi des Six Nations (du 7 février au 21 mars 2009)
- Tri-nations (du 18 juillet au 19 septembre 2009)

## Événements

### Mars
- 21 mars : l'équipe d’Irlande remporte son cinquième match dans le Tournoi des Six Nations 2009. En battant les Gallois 17 à 15, elle réalise le Grand Chelem plus de 20 ans après son dernier obtenu en 1985[1].

### Avril
- 18 avril : les Cardiff Blues remportent la Coupe anglo-galloise en battant très largement le club anglais du Gloucester RFC sur le score de 50 à 12. Les Gallois inscrivent sept essais dont deux doublés réalisés par Leigh Halfpenny et Ben Blair, ce-dernier marquant la moitié des points de son équipe[2].

### Mai
- 3 mai : la seconde demi-finale de la Coupe d'Europe entre les Leicester Tigers et les Cardiff Blues est un match à suspense qui se termine par une séance de tirs au but, une première dans l'histoire de la compétition. Les Anglais se qualifient en remportant la séance 7 tirs à 6[3].
- 16 mai : les Leicester Tigers remporte le Guiness Premiership en battany en finale les London Irish sur le score de 10 à 9. La finale est serrée et le jeu est fermé : un seul essai est marqué au cours du match par Jordan Crane[4]. Leicester s'adjuge ainsi son huitième titre de champion.
- 17 mai : le Kituro RC remporte le championnat de Belgique en battant 12-11 le RC Frameries dans les arrêts de jeu[5].
- 23 mai : une semaine après leur titre de champion d'Angleterre, les Leicester Tigers affrontent au Murrayfield Stadium les Irlandais du Leinster pour leur cinquième finale européenne et ont la possibilité de rejoindre le Stade toulousain en tête du palmarès de la compétition[6]. La finale est très serrée et ce sont les Irlandais qui remportent la finale sur le score de 19 à 16 grâce à une pénalité de Jonathan Sexton en fin de rencontre, inscrivant pour la première fois leur nom au palmarès[7].
- 24 mai : l'équipe d'Irlande remporte le premier test match de sa tournée nord-américaine. Les Irlandais dominent les Canadiens sur le score de 25 à 6 en marquant trois essais[8].

- 30 mai : les Bulls remportent le Super 14 en terrassant les Chiefs en finale sur le score de 61 à 17. Les Sud-Africains marquent huit essais dont deux doublés de Fourie du Preez et Bryan Habana. Ils obtiennent leur deuxième titre dans la compétition deux ans après leur première victoire en 2007[9].
- 30 mai : l'équipe du pays de Galles commence sa tournée nord-américaine par une victoire difficile contre l'équipe du Canada. Les Gallois obtiennent la victoire sur le score de 32 à 23, ne faisant la différence avec les Canadiens que sur le nombre de pénalités marquées[10]. L'équipe d'Angleterre est battue à domicile par les Barbarians sur le score de 26 à 33[11].

- 31 mai : le SC Albi obtient le second ticket pour la montée en Top 14 en battant 14 à 12 l'US Oyonnax lors de la finale des play-off de la Pro D2 disputée au Stade Yves-du-Manoir de Montpellier. Sébastien Bouillot, l'ouvreur de l'US Oyonnax, rate une pénalité de 60 mètres dans les arrêts de jeu qui aurait permis à son club d'obtenir la montée en première division[12].
- 31 mai : les Irlandais remportent le test match contre l'équipe des États-Unis 27-10 sans livrer une performance convaincante[13].

### Juin
- 6 juin : l'USA Perpignan remporte le Top 14 en dominant l'ASM Clermont Auvergne au Stade de France sur le score de 22 à 13. Perpignan remporte son septième bouclier de Brennus alors que Clermont, toujours à la recherche de son premier titre, perd sa dixième finale[14].
- 6 juin : lors de cette journée de test matchs, l'équipe d'Angleterre domine l'équipe d'Argentine sur le score de 37 à 15 à Old Trafford[15] tandis que le pays de Galles gagne largement 48-15 la rencontre disputée contre les États-Unis à Chicago[16]. Enfin, l'équipe d'Australie inflige une très lourde défaite aux Barbarians (55-7) en marquant huit essais[17].

- 13 juin :

- 20 juin :

- 27 juin :

### Juillet
- 2 juillet : l'équipe junior de Nouvelle-Zélande remporte la Pacific Nations Cup après avoir remporté ses quatre matchs.
- 4 juillet : les Lions britanniques et irlandais terminent leur tournée avec une victoire lors du troisième et dernier test match contre les Spingboks déjà assurés de remporter la série. Ils dominent les Sud-Africains 28 à 9 avec trois essais marqués par Shane Williams et Ugo Monye[18].

### Septembre
- 4 septembre : pour le match d'ouverture du championnat d'Angleterre, les Leicester Tigers, tenants du titre, sont défaits sur le terrain des Sale Sharks sur le score de 15 à 12[19].
- 12 septembre : l'Afrique du Sud remporte le Tri-nations après sa victoire 32 à 29 contre les Néo-Zélandais à Hamilton. C'est le troisième titre des Springboks après ceux de 1998 et 2004[20]. Lors de ce match, Dan Carter marque 19 points et devient le meilleur marqueur de l'histoire du Tri-nations : il dépasse le record de 328 points détenu par Andrew Mehrtens et porte son total de points marqués à 345 points[21].

### Octobre
- 17 octobre : les Blue Bulls et les Free State Cheetahs se qualifient pour la finale de la Currie Cup en éliminant respectivement la Western Province et les tenants du titre des Natal Sharks.
- 31 octobre : les Blue Bulls battent les Free State Cheetahs sur le score de 36-24 et remportent la Currie Cup, la 23e de leur histoire. La province sud-africaine réalise le doublé après que la franchise des Bulls a remporté le Super 14 au mois de mai[22].
- 31 octobre : les All Black remportent la Bledisloe Cup en battant les Wallabies sur le score de 32 à 19 au Stade olympique, Tokyo[23].

### Novembre
- 7 novembre : l'Angleterre est battue à Twickenham par l'Australie 9 à 18 en encaissant deux essais. Dans le même temps, les Gallois sont défaits 12-19 par les All Black[24].

- 13 novembre : lors de la seconde journée des test matchs, la France bat les Springboks 20 à 13[25] tandis que le pays de Galles domine les Samoa sur le score de 17 à 13[26].

- 14 novembre : l'équipe d'Italie est dominée 6-20 par les Néo-Zélandais grâce à cinq pénalités de Luke McAlister. Il s'agit de la seconde plus courte défaite des Italiens face aux All Blacks[27]. Dans le même temps, l'Écosse remporte une victoire 23-10 face aux îles Fidji[28] et l'Angleterre bat l'Argentine sur le score de 16 à 9  grâce à un essai tardif de Matt Banahan[29].

- 15 novembre : lors du dernier test match du weekend, l'Irlande et l'Australie font match nul 20 partout. Les Irlandais arrachent le match nul en toute fin de rencontre grâce à un essai de Brian O'Driscoll[30].

- 21 novembre :

- 21 novembre : dans la zone Amériques, les États-Unis se qualifient pour la Coupe du monde 2011 en battant l'Uruguay sur le score de 17 à 12[31].
- 23 novembre : le programme de la Coupe du monde féminine de rugby à XV 2010, qui se déroule en Angleterre à partir du 25 août, est officialisé.
- 28 novembre :

- 28 novembre : la Namibie gagne la Coupe d'Afrique 2008-2009 et sa place pour la Coupe du monde 2011 en battant la Tunisie 22 à 10[32].
- 28 novembre : Richie McCaw est élu Meilleur joueur du monde par l'International Rugby Board. C'est la deuxième fois qu'il reçoit ce prix après 2006[33].
- 30 novembre : les All Blacks terminent l'année 2009 en tête du classement IRB[34].

### Décembre
- 12 décembre : la Nouvelle-Zélande remporte la seconde étape des IRB Sevens World Series qui se déroule en Afrique du Sud[35].
- 30 décembre : Sergio Parisse est élu meilleur joueur italien de l'année pour la troisième fois consécutive. Il devance Martin Castrogiovanni et Leonardo Ghiraldini[36].

## Principaux décès
- 6 avril : Shawn Mackay, le deuxième ligne de la franchise australienne des Brumbies, décède à l'âge de 26 ans des suites de ses blessures résultant d'un accident de la route[37].
- 27 avril : Karl Mullen, le capitaine du XV du trèfle victorieux du Grand Chelem de 1948, décède à l'âge de 82 ans[38].
- 26 mai : Charles Durand, arbitre international, arbitre des finales du Championnat de France de rugby à XV en 1950, 1957, 1968 et du Challenge Yves du Manoir en 1953 et 1964, président de la Commission centrale d'arbitrage de la FFR dans les années 1980, entraîneur du SC Albi, décède à l'âge de 88 ans[39].
- 28 mai : Pierre Mimiague, demi de mêlée du Biarritz olympique de 1955 à 1968, puis dirigeant et entraîneur au sein du même club, décède à l'âge de 73 ans[40].
- 5 juin : Haydn Tanner, demi de mêlée du Swansea RFC, du Cardiff RFC, de l'équipe de Galles de 1935 à 1949, des Lions Britanniques et des Barbarians, meurt à l'âge de 92 ans[41].
- 6 juillet : Bleddyn Williams, trois-quarts centre et capitaine du pays de Galles et des Lions Britanniques dans les années 1950 disparaît à l'âge de 86 ans[42].
- 19 août : Gérard Roucariès, deuxième ligne de l'équipe de France, de l'USA Perpignan et du Stade toulousain dans les années 1950, décède à 77 ans des suites d'une longue maladie[43].
- 26 octobre : Jacques Bouquet, trois-quarts centre et demi d'ouverture du CS Vienne et du XV de France à 34 reprises de 1954 à 1962, décède à l'âge de 76 ans[44].